# 尚周
尚周（1763年8月12日（乾隆二十八年七月四日）—1821年8月29日（道光元年八月三日）），和名義村王子朝宜，童名眞蒲戸金，號仁道，琉球國第二尚氏王朝攝政。義村御殿一世。
尚周是尚穆王的第三子，為夫人真南風按司加那志（向氏仁厚）所生。他也是尚容（宜野灣王子朝祥）的同胞哥哥。
乾隆三十六年三月十八日（1771年5月2日），授勝連間切總地頭職。因「勝」字為禁字，改稱義村王子。乾隆四十五年二月四日（1780年3月9日），任大與奉行職。乾隆四十六年十二月朔日（1782年1月14日），任御系圖奉行職。乾隆四十七年二月十二日（1782年3月25日），因茂姬（廣大院）遷居西丸、改稱御縁女，尚周奉命出使薩摩藩，向藩主島津重豪和島津虎壽丸（後來的島津齊宣）表示祝賀。六月二十六日（8月4日）抵達薩摩藩，翌年三月十三日（1783年4月14日）歸國。乾隆四十七年四月廿三日（1782年6月3日），轉授東風平間切總地頭職，仍稱義村王子。乾隆四十八年十二月朔日（1783年12月24日），任大與奉行職。乾隆五十年十二月朔日（1785年12月31日），任御系圖奉行職。乾隆五十一年八月十七日（1786年10月8日），加賜知行高一百斛（共計四百斛）。乾隆五十一年十二月朔日（1787年1月19日），任大與奉行職。乾隆五十三年十二月八日（1789年1月3日）任御系圖奉行職。乾隆五十四年十二月十二日（1790年1月26日），任大與奉行職。乾隆五十六年十二月朔日（1791年12月25日），任大與奉行職。
乾隆五十八年正月二十五日（1793年3月7日），因江戶幕府將軍德川家齊新得一子竹千代，尚周奉命前去慶賀；八月十六日（9月20日）抵達薩摩藩後得知竹千代已夭折，便沒有將祝賀書信送達江戶，僅自稱使者，朝見了薩摩藩藩主島津齊宣。翌年正月二十三日（1794年2月22日）回國。
乾隆五十九年十月二十九日（1794年11月21日），任大與奉行職。乾隆六十年十二月朔日（1796年1月10日），任大與奉行職。嘉慶元年十二月朔日（1796年12月29日），任御系圖奉行職。嘉慶三年十月七日（1798年11月14日），就任攝政，加賜知行高二百斛（共計六百斛）。嘉慶四年九月六日（1799年10月4日），加授久米具志川間切總地頭職。嘉慶六年十一月八日（1801年12月13日），以罹病為由致仕。
道光元年八月三日（1821年8月29日）卒，享年五十九歲，葬於平良之墓。

## 家族
- 父：尚穆王
- 母：眞南風按司加那志（童名眞牛金，號仁厚）

- 室：小波津按司加那志（童名眞鍋樽，號順室。尚氏伊江按司朝藩三女）
  - 長女：眞鶴金（嫁向姓大村按司朝庸）
  - 長男：向成謙（義村按司朝睦）
  - 次女：眞牛金（嫁向氏伊江里之子朝經）
  - 三女：思亀樽（號古鑑。嫁向氏富永親方朝章，後離縁）
  - 四女：思戸金
  - 次男：向天祥（朝至）
- 妾：宮城阿護志多禮（童名眞牛，號米室。浦添間切屋富祖村次良宮城女）
  - 三男：尚天保（義村王子朝顯）
  - 五女：眞嘉戸樽（號惠澤。嫁文姓玉代勢孝英）
  - 六女：眞松金（尚容（宜野灣王子朝祥）養女）